# Sabine Hossenfelder
Sabine Karin Doris Hossenfelder (Frankfurt am Main, 18 september 1976) is een Duits theoretisch natuurkundige. Ze werkt bij het Frankfurt Institute for Advanced Studies aan astrofysica, zwaartekracht, en deeltjesfysica.

## Levensloop

### Opleiding[3][4]
Hossenfelder deed in 1995 eindexamen aan het Albert-Einstein-Gymnasium in Schwalbach am Taunus. 
Vervolgens studeerde ze aan de Goethe-Universiteit in Frankfurt am Main eerst wiskunde (BS, 1997), en daarna natuurkunde; ze studeerde in 2000 af bij Walter Greiner met beoordeling cum laude voor haar eindwerk Particle Production in Time Dependent Gravitational Fields.
In 2003 promoveerde ze bij Horst Stöcker, eveneens cum laude, op het proefschrift Schwarze Löcher in Extra-Dimensionen. 

### Loopbaan
Ze was achtereenvolgens postdoctorale student aan de GSI Darmstadt (2003-2004), aan de Universiteit van Arizona (2004/2005), aan de Universiteit van Californië in Santa Barbara (2005/2006), en aan het Perimeter Institute te Ontario in Canada (2006-2009). 
Van 2009 tot 2015 was ze universitair docent aan het Nordic Institute for Theoretical Physics (Nordita) in Stockholm. 
In 2015 werd ze wetenschappelijk medewerker (Research Fellow) aan het Frankfurt Institute for Advanced Studies.

### Persoonlijk
Hossenfelder was van 2010 tot 2012 met ouderschapsverlof.

## Publicaties[5]

### Boeken
Hossenfelder was redacteur van het boek Experimental Search for Quantum Gravity (Springer, 2018). 
Het boek vat recente ontwikkelingen samen van de fenomenologie van kwantumzwaartekracht.
In 2018 publiceerde ze een boek getiteld Lost in Math: How Beauty Leads Physics Astray (Basic Books 2018).
In dit boek stelt Hossenfelder dat er stagnatie is in de theoretische fundamentele natuurkunde.
De reden is dat natuurkundigen vinden dat de beste theorieën wiskundig mooi, natuurlijk en elegant horen te zijn, en dat mooie theorieën vanwege hun schoonheid juist moeten zijn, ondanks experimentele resultaten die dat tegenspreken.

### Artikelen
Ze heeft tientallen wetenschappelijke artikelen geschreven over de algemene relativiteitstheorie, kwantumzwaartekracht, deeltjesfysica, quantum foundations, en statistische mechanica. 
Hossenfelder schrijft ook met regelmaat artikelen over natuurkundig onderzoek buiten de vakbladen. Ze heeft gepubliceerd in o.a. Scientific American, Forbes Magazine, Spektrum der Wissenschaft, New Scientist, Quanta Magazine, Nautilus en Aeon.

### Blog
Ze schrijft over wetenschap en haar Youtube-video's in haar blog Backreaction, onder het pseudoniem Bee. 
Haar blog wordt omschreven als "een van de bestgelezen in zijn soort door beoefenaren van de theoretische hoge-energiefysica".

### Youtube
Voor haar YouTubekanaal Science without the gobbledygook (wetenschap zonder jargon) maakt Hossenfelder Engelstalige video's met uitleg over de moderne natuurkunde, interviews met andere onderzoekers, en ook muziekvideo's. 
Ze publiceert de tekst van haar video's op haar blog. 
Het aantal abonnees steeg in 2020 tot boven de 100.000. En in 2023 tot boven het miljoen.

## Opinies en kritiek
Ze wordt als volgt beschreven: "onbevreesd en oneerbiedig",
"ongemeen kritisch",
"niet bang om haar medefysici te grieven", "levendige, ongezouten stijl".
Voordat haar boek Lost in math uitkwam schreef ze dat ze voorzag dat de meesten van haar collega's het zouden verfoeien; bij het schrijven ervan gaf ze de hoop op een vaste aanstelling op.
Bij gebrek aan experimentele gegevens om schoonheidscriteria zoals natuurlijkheid aan te tonen gebruikt men niet-empirische argumenten, die volgens Hossenfelder nooit objectief kunnen zijn en leiden tot cognitieve bias.
Het zoeken naar schoonheid in natuurkundige theorieën is strijdig met wetenschappelijke objectiviteit, en heeft geleid tot theorieën die niet experimenteel getoetst kunnen worden, met name snaartheorie, supersymmetrie.
Haar kritiek richt zich met name op de snaartheorie (volgens Hossenfelder zijn de beoefenaars goedkoop voor de universiteiten) en supersymmetrie, die nog steeds de hoofdstroom van onderzoek zijn, zelfs nadat experimentele bevestiging van "superpartners" en extra dimensies al decennia lang uitblijft. 
Ze bekritiseert verklaringen met voornamelijk niet-waarneembare verschijnselen zoals het concept multiversum. 
Ze heeft geen problemen met onderzoek op dit gebied, maar wel met beweging in een richting die uiteindelijk geen natuurkunde is.
De talrijke voorspellingen van nieuwe elementaire deeltjes vindt ze typerend en blijk geven van een carrièrebevordering: identificeer een bekend open probleem dat van nature wordt opgelost door een nieuw deeltje te postuleren, voorzien van eigenschappen die verklaren waarom het tot nu toe niet is ontdekt en waarom dat zal in de niet al te verre toekomst mogelijk zijn. Door de eigenschappen aan te passen kan dit moment steeds verder de toekomst in worden geduwd. 
De experimentele hoogenergetische fysica staat stil, omdat er al meer dan 40 jaar geen grote doorbraak is geweest ondanks de ontdekking van het Higgs-deeltje in de LHC, vooral met betrekking tot de zoektocht naar donkere materie. 
Hossenfelder geeft zelf de voorkeur aan alternatieve verklaringen zoals aanpassingen aan de gravitatietheorie. 
Veel theoretische artikelen vindt zij nutteloze speculatie: De meeste theoretische natuurkundigen die ik ken, bestuderen nu dingen die niemand ooit heeft gezien of gemeten. 
Ze vreest een verlies van vertrouwen bij het publiek in fundamenteel onderzoek door de vele speculaties die zonder voldoende gegevens in de pers zijn verschenen.
Volgens Hossenfelder is vrije wil een illusie. 
Het kan door geen enkele natuurwet worden gerechtvaardigd, aangezien deze ofwel deterministisch zijn (ook in de chaostheorie) met uitzondering van de kwantummechanica, die alleen een oncontroleerbaar toeval kent.
Hossenfelder vindt dat het concept multiversum niet wetenschappelijk is.
Hossenfelder heeft zich kritisch uitgesproken over een (grotere, duurdere) opvolger van de Large Hadron Collider van CERN.
Ze stelt dat de van de LHC verwachte ontdekkingen op gebieden als donkere materie, extra dimensies, kleine zwarte gaten, gravitonen, en nieuwe elementaire deeltjes zoals voorspeld door de theorie van supersymmetrie zijn uitgebleven.
Het enige succes was de ontdekking van het Higgsboson.
Hossenfelder stelt dat er geen voorspellingen zijn die met een grotere versneller kunnen worden getoetst.
Ook zou de nieuwe versneller (kosten: tien miljard euro) ten koste gaan van kleinschaliger en goedkoper onderzoek.
Hossenfelder heeft kritiek op de academische publicatiedruk en stelt dat er sprake is van wijdverbreid kuddegedrag (groepsdenken), een neiging tot overhaaste publicaties en de wens om zo vaak mogelijk te worden geciteerd. 
De verplichting om te publiceren stelt de uitgevers niet in staat te wachten op nieuwe kennis, noch stelt het de ontvangers in staat individuele artikelen gericht te lezen (informatiestroom). Hossenfelder pleit voor overgangsbeurzen waarmee wetenschappers interdisciplinaire wetenschappelijke mobiliteit kunnen uitoefenen.
Zij ziet religie als toevlucht voor mensen die niet willen toegeven dat ze ergens geen verklaring voor hebben.